# کاوکوو (استان اشوی‌داشکسیه)
کاوکوو (به لهستانی:  Kałków) یک روستا در لهستان است که در گمینا پاوووو واقع شده‌است.
 کاوکوو  ۴۹۰ نفر جمعیت دارد و ۳۲۵ متر بالاتر از سطح دریا واقع شده‌است.